# تيد كاسل
تيد كاسل (بالإنجليزية: Ted Castle)‏ هو مصور أمريكي، ولد في 1918، وتوفي في 2000.